# Вільям Томс
Вільям Джон Томс (англ. William John Thoms) — англійський письменник.

## Життя
Народився 16 листопада 1803 року.
Працював антикваром, і різний письменник, протягом багатьох років клерк в кабінеті секретаря Лікарня Челсі. Його зробили стипендіатом Товариство антикварів і став секретарем Товариство Камден у 1838 році. У 1845 році він був призначений діловодом Палата лордів, а згодом заступником бібліотекаря в Бібліотеку палату лордів. У 1849 році він заснував щоквартальний журнал Примітки та запити, який протягом кількох років він також редагував.
Томсу приписують винахід терміна «фольклор» у листі 1846 року Афінеум. Він винайшов це складне слово, щоб замінити різні інші терміни, що використовувались на той час, включаючи «популярні старожитності» або «популярну літературу». Він захоплювався творами Росії Якоб Грімм, який він вважав чудовим.
Його перша книга, Ранні прозові романси (3 т. 1827—1828), була опублікована із заохоченням від Френсіс Дус, і дав версії англійських казок, таких як «Роберт Девіл, Томас, який читає, Брат Бекон, Брат Раш, Віргілій, Робін Гуд, Джордж Грін, Том Лінкольн, Геляс і Доктор Фауст». Серед його публікацій є Леї та легенди (1834), Книга суду (1838), Відомі історії Гаммера Гуртона (1846), Приємні історії Гаммера Гуртона (1848). Він також редагував Стоу Огляд Лондона в 1842 році. Томс був провідним членом Фольклорного товариства, заснованого у 1878 році, хоча його участь у його створенні мало досліджена.
У 1870-х роках Вільям Томс розпочав розслідування претензій на «ультрастолітній шлях». Йому приписують перше формулювання концепції, згідно з якою твердження про похилий вік, як правило, перебільшені. Його книга Довголіття людини: його факти та вигадки (1873) виклав деякі правила для підтвердження заяв про довголіття.
Томс помер 15 серпня 1885 року. Похований у Кладовище Бромптон, Лондон.

## Працює
Томс асоціюється з багатьма публікаціями як редактор, упорядник чи автор. Він використав псевдонім Амвросій Мертон для кількох творів і розпочав рубрику під назвою «Народна знань» Чарльз Вентворт Ділке's Афінеум у 1846 р. той самий видавець заохотив його розпочати Примітки та запити і був його редактором до 1872 р. Його рання спроба створити збірку народних казок, рекламовану як «Folk-Lore of England», не з'явилася, але його пізніші антикварні публікації іноді передруковували його статті та матеріали від передплатників.
Далі подано неповний перелік робіт:
- Книга суду, 1838
- Анекдоти та традиції, що пояснюють ранню англійську історію та літературу з рукописних джерел, Товариство Камден 1839.
- Стоу Огляд Лондона (Лондон, 8во), 1842 р.
- Він готувався до серії ранньоанглійської поезії (Суспільство Персі) Історія Лиса Рейнарда, 1844, (Какстон у 1481)
- Знамениті історії Гаммера Гуртона про сера Гая з Уоріка, сера Бевіса з Хемптона, Тома Гікатріфта, брата Бекона, Робіна Гуда та короля та шевця (Вестмінстер, 16 місяців)
- Приємні історії Гаммера Гуртона про пацієнта Грісселя, принцесу Розетту та Робіна Гудфеллоу, а також балади про Дочку жебрака, Немовлят у лісі та Ярмарок Розамонд (Вестмінстер, 16 місяців).
- Первісні старожитності Данії Лондон, 1849 р. Переклад Єнса Якоба Асмуссена Ворсаае
- Довговічність людини. Факти та вигадки. З попереднім листом до професора Оуена, C.B., F.R.S. про межі та частоту виняткових випадків. Лондон: Ф. Норгейт, 1879.